# Meilifeilong
Meilifeilong (il cui nome significa "bellissimo drago volante") è un genere estinto di pterosauro pterodactyloide chaoyangopteride vissuto nel Cretaceo inferiore (Barremiano–Aptiano), in quella che oggi è la Formazione Jiufotang in Cina. Il genere comprende due specie: la specie tipo M. youhao, nota per uno scheletro quasi completo e un cranio parziale, e M. sanyainus, originariamente descritta come una specie di Shenzhoupterus. L'olotipo di Meilifeilong youhao rappresenta il chaoyangopteride meglio conservato e più completo finora scoperto.

## Scoperta e denominazione

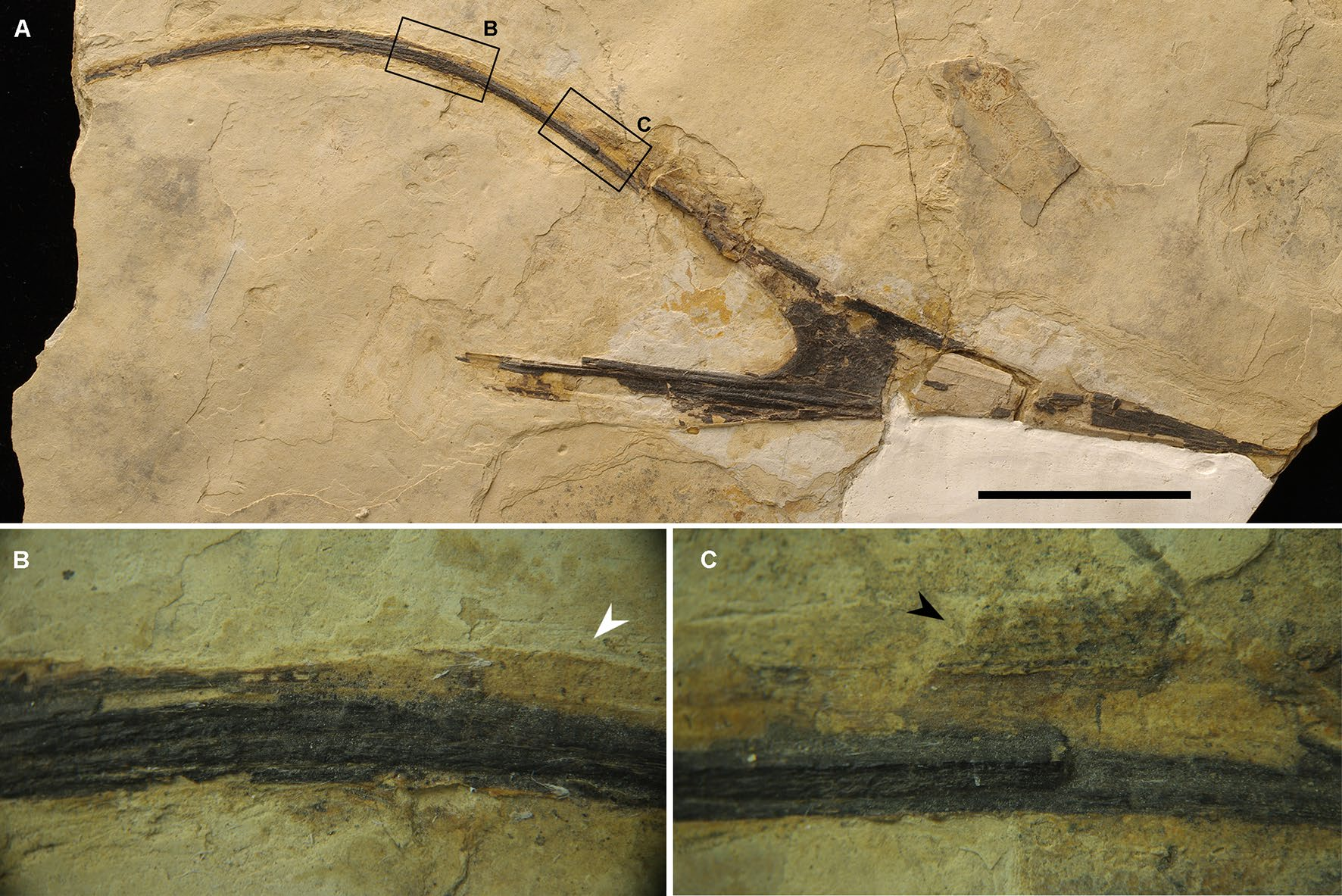
Esemplare IVPP V 17955 di M. youhao. (A) l'intero esemplare, (B) primo piano dell'impronta ossea, indicata da una freccia bianca, (C) primo piano dei tessuti molli, indicato da una freccia nera

I materiali fossili di Meilifeilong vennero scoperti nei sedimenti della Formazione Jiufotang vicino a Xiaotaizi nella Contea di Jianchang, città di Huludao, Provincia di Liaoning, Cina. L'esemplare olotipo, IVPP V 16059, consiste in uno scheletro quasi completo privo della coda. Un ulteriore esemplare, IVPP V 17955, comprendente premascellari, mascelle e palatini parziali di un individuo più piccolo, anch'esso attribuito a questa specie.
Nel 2023, Wang et al. descrissero Meilifeilong youhao come un nuovo genere e specie di pterosauro chaoyangopteride sulla base di questi resti fossili. Il nome del genere Meilifeilong combina le parole cinesi "meili", che significa "bello", "fei", che significa "volare", e "long", che significa "drago", riferendosi all'incredibile qualità dell'olotipo. Il nome della specie youhao significa "amicizia" in mandarino, riferendosi ai molti anni di collaborazione nella ricerca sugli pterosauri tra gli scienziati cinesi e brasiliani.

## Descrizione
Gli esemplari olotipici di entrambe le specie di Meilifeilong sono comparabili per dimensioni; l'olotipo di M. youhao (IVPP V 16059) ha un'apertura alare di circa 2,16 metri, mentre l'esemplare olotipo di M. sanyainus (DB0233) è leggermente più grande, con un'apertura alare di circa 2,18 metri.

## Paleoecologia
Il materiale fossile di Meilifeilong venne scoperto negli strati della Formazione Jiufotang, che risale alle età Barremiano-Aptiano del Cretaceo inferiore. Molti altri pterosauri, compresi altri chaoyangopteridi, sono noti da questa formazione. La formazione ha restituito i fossili di diversi animali, con esemplari eccezionalmente ben conservati, tra cui dinosauri non-aviari, uccelli primitivi, mammiferi, tartarughe, lucertole e pesci.